# Jechezkel Braun
Jechezkel Braun (hebrejsky: יחזקאל בראון, narozen 18. ledna 1922 – 27. srpna 2014) byl izraelský hudební skladatel a emeritní profesor na Telavivské univerzitě.

## Biografie
Narodil se v německém městě Breslau (dnešní Vratislav v Polsku) a ve dvou letech podnikl společně s rodinou aliju do britské mandátní Palestiny. Již od dětství byl vychováván v blízkém kontaktu s židovskou a východostředomořskou tradiční hudbou, což ovlivnilo i jeho pozdější tvorbu.
Vystudoval Izraelskou hudební akademii a získal magisterský titul v oboru klasických studií na Telavivské univerzitě. V roce 1975 studoval gregoriánský chorál v benediktýnském klášteře Solesmes ve Francii. Mezi jeho akademické zaměření patřily tradiční židovské melodie a gregoriánský chorál. Tyto a další předměty přednášel na univerzitách a kongresech ve Spojeném království, Francii, Spojených státech a Německu. Byl emeritním profesorem na Telavivské univerzitě.
Zemřel v roce 2014 v Tel Avivu ve věku 92 let.

## Ocenění
V roce 2001 byl oceněn Izraelskou cenu za hudbu. Ta je udílena od roku 1953 a patří mezi nejvyšší izraelská státní vyznamenání.